# Artocarpus nitidus
Artocarpus nitidus är en mullbärsväxtart. Artocarpus nitidus ingår i släktet Artocarpus och familjen mullbärsväxter.

## Underarter
Arten delas in i följande underarter:
- A. n. lingnanensis
- A. n. nitidus